# Jan Strnad
Jan Strnad (né le 2 octobre 1951 à Wichita au Kansas d'une famille tchèque) est un scénariste de bande dessinée américain connu pour son travail sur l'univers étendu de Star Wars (Dark Horse) et ses collaborations avec Richard Corben.

## Prix
- 2013 :  Prix Haxtur du « finaliste ayant reçu le plus de votes » et du meilleur scénario pour Ragemoor